# Кмохова, Тереза
Тере́за Кмо́хова (чеш. Tereza Kmochová, род. 26 сентября 1990, Прага, Чехословакия) — чешская горнолыжница, 8-кратная чемпионка Сурдлимпийских игр (2007, 2015, 2019). В 2017 году выиграла золото зимней Универсиады в командном первенстве. Участница чемпионатов мира по горнолыжному спорту 2011 и 2017 годов.

## Карьера
Тереза выступает за сурдлимпийскую сборную Чехии с 2007 года. Многократный призёр чемпионатов мира и Европы.
На Сурдлимпийских играх 2007, 2015 и 2019 годах неизменно была призёром во всех пяти женских дисциплинах, выиграв суммарно 15 медалей (8+6+1). На Играх 2015 годах в Ханты-Мансийске стала абсолютной чемпионкой, выиграв пять золотых медалей из пяти возможных. На Играх 2019 года завоевала только одно золото в гигантском слаломе, а в остальных 4 дисциплинах была второй, уступив россиянке Елене Яковишиной.
В Кубке мира по горнолыжному спорту имеет более 10 стартов, но никогда не попадала в 30-ку лучших. Регулярно участвовала в этапах Кубка Европы. Принимала участие в чемпионатах мира 2011 и 2017 годов. Лучшее достижение — 43-е место в гигантском слаломе на чемпионате мира 2017 года.